# Бојана Дрча
Бојана Дрча (рођена Живковић; Београд, 29. март 1988) српска је одбојкашица. Игра на позицији техничара. За репрезентацију Србије дебитовала је 2009. Играла је на Олимпијским играма у Лондону, Светском првенству у Италији, на Европским првенствима 2013. и 2015. Играла је за швајцарски Волеро Цирих.
Велики успех са репрезентацијом је остварила на Олимпијади у Рију кад је освојена сребрна медаља. На Европском првенству 2017. одржаном у Азербејџану и Грузији са репрезентацијом Србије освојила је златну медаљу.
Освојила је златну медаљу на Светском првенству 2018. године у Јапану, прву у историји српске одбојке. Освојила је бронзану медаљу са Србијом у Лиги нација 2022. године, то је била прва медаља за српску женску одбојку у овом такмичењу. Била је део репрезентације Србије на Светском првенству 2022. године у Пољској и Холандији, на ком је са репрезентацијом изборила финале. У финалу је Србија победила Бразил максималним резултатом 3:0, и тако освојила златну медаљу. Проглашена је за најбољег техничара на Светском првенству.
Од 2018. године је удата за кошаркаша Луку Дрчу.

## Успеси

### Репрезентативни
- Олимпијске игре: 2. место 2016.
- Светско првенство: 2018. Јапан, Пољска/Холандија 2022. -  златна медаља
- Европско првенство: 3. место 2015, 1. место 2017, 2. место 2023.
- Лига нација: 3. место 2022.
- Свјетски куп : 2. место 2015,
- Свјетски гран при : 3. место 2013,
- Европске игре : 3. место 2015,
- Европска лига : 1. место 2009. и 2010, 3. место 2012.

### Клупски
- ЦЕВ Куп: Финале 2010.
- Првенство Србије и Црне Горе (1): 2006.
- Куп Србије и Црне Горе (1): 2006.
- Првенство Србије (2): 2010. и 2011.
- Куп Србије (2): 2010. и 2011.
- Првенство Швајцарске (1): 2012.
- Куп Швајцарске (1): 2012.
- Суперкуп Швајцарске (1): 2011.

### Индивидуални
- Најбољи техничар на Светском првенству 2022.